# Groesbeck (Texas)
Groesbeck is een plaats (city) in de Amerikaanse staat Texas, en valt bestuurlijk gezien onder Limestone County.

## Geschiedenis
De eerste kolonist was Elisha Anglin, die zich hier in 1835 vestigde. In 1870 werd vanuit Kosse de Houston and Texas Central Railway aangelegd naar Groesbeck. Het dorp werd vernoemd naar een van de directeuren van deze spoorwegmaatschappij: Abram Groesbeeck. In 1871 werd Groesbeck officieel gesticht en het maakte aanvankelijk een stevige groei door. Drie jaar later werd het de hoofdplaats van de county en kreeg het een eigen gevangenis. Rond 1880 was de bevolking echter weer afgenomen. In de 20e eeuw groeide de bevolking van 2272 in 1942 tot 4291 in 2000.

## Demografie
Bij de volkstelling in 2000 werd het aantal inwoners vastgesteld op 4291.
In 2006 is het aantal inwoners door het United States Census Bureau geschat op 4358, een stijging van 67 (1,6%).

## Geografie
Volgens het United States Census Bureau beslaat de plaats een oppervlakte van
9,7 km², geheel bestaande uit land. Groesbeck ligt op ongeveer 127 m boven zeeniveau.

## Plaatsen in de nabije omgeving
De onderstaande figuur toont nabijgelegen plaatsen in een straal van 28 km rond Groesbeck.

## Geboren in Groesbeck
- Joe Don Baker (1936-2025), acteur